# Eisteddfod del Chubut

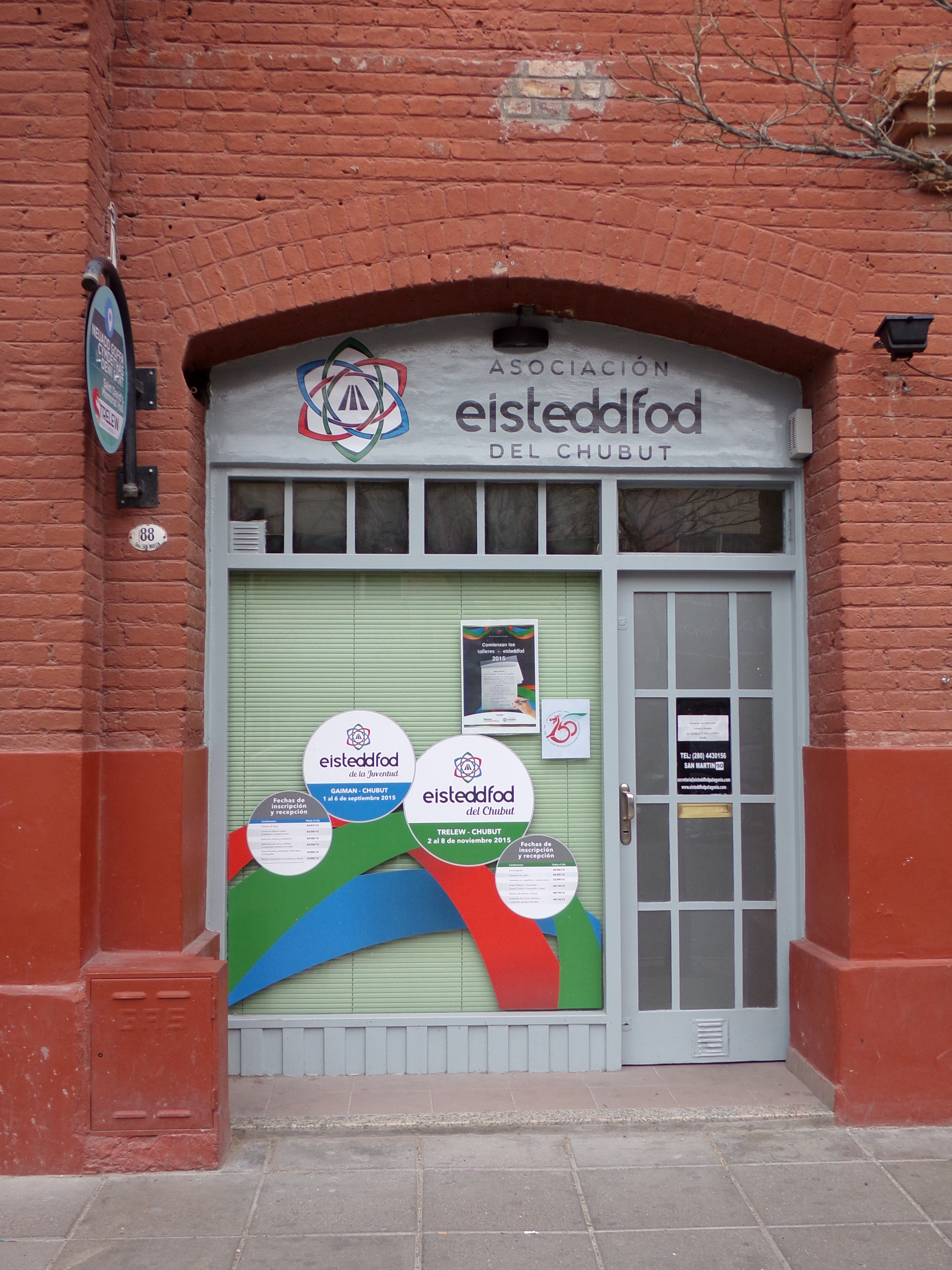
Sede del Eisteddfod del Valle del Chubut en el Salón San David de Trelew.

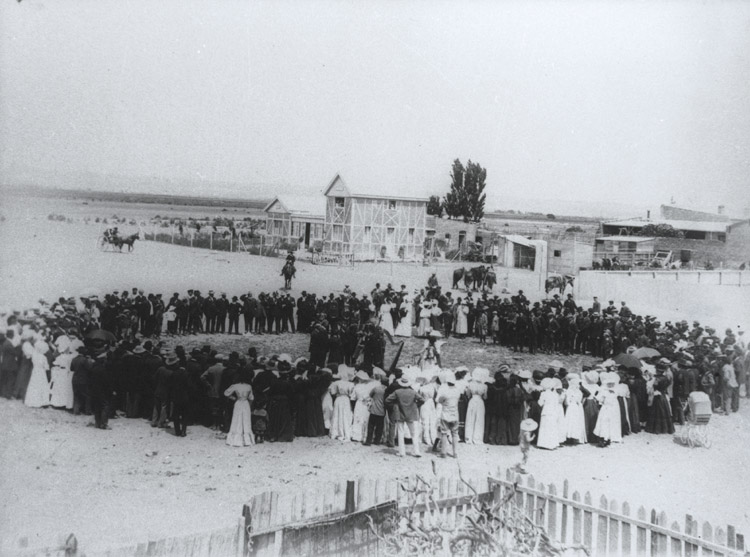
Un Eisteddfod en Trelew hacia 1880.

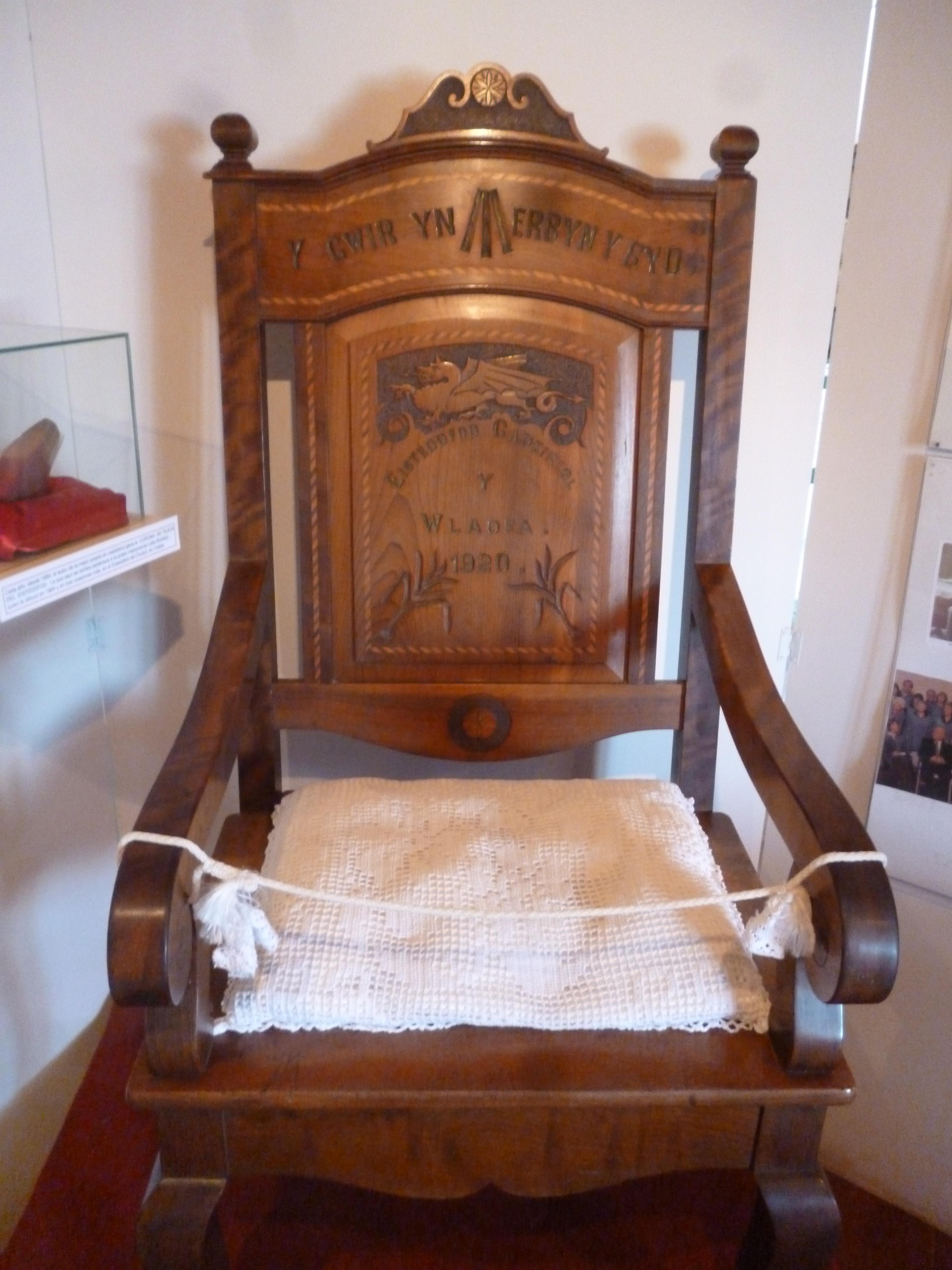
Sillón Bárdico del Eisteddfod chubutense de 1920.

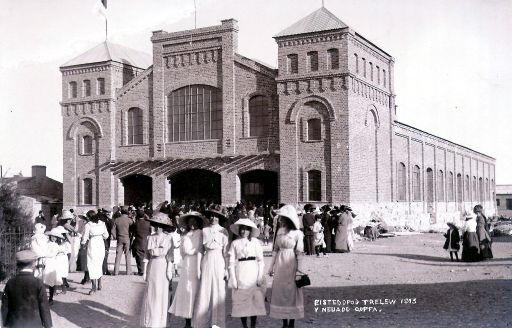
Eisteddfod de Trelew en 1913.

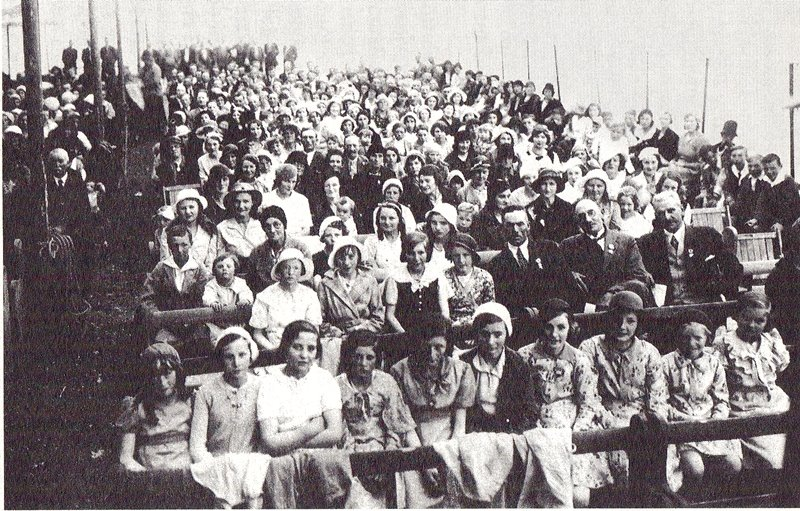
Eisteddfod de Dolavon en 1933.

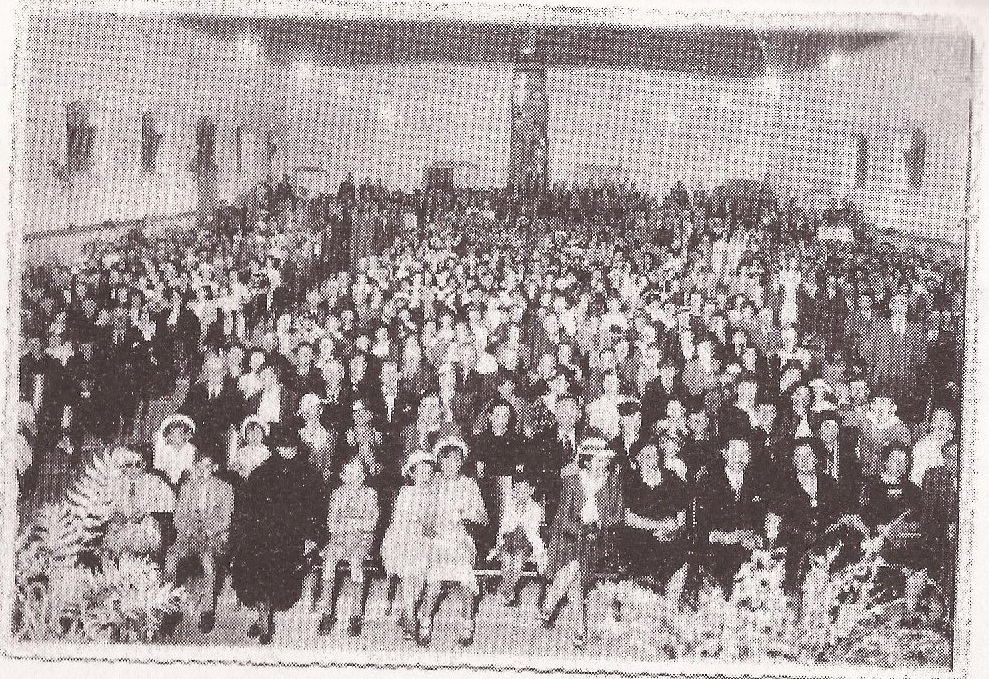
Eisteddfod en Salón San David de Trelew en 1939.

El Eisteddfod es una festividad literaria de origen galés que se celebra en la provincia del Chubut, al sur de la República Argentina, desde la llegada de colonos galeses al valle inferior del río Chubut. El término significa «estar sentado». En él, compiten cada año participantes locales, nacionales y extranjeros. En septiembre se realiza el Eisteddfod de jóvenes en Gaiman y en octubre el de adultos en Trelew. También, son realizados en las ciudades de Trevelin, Dolavon y Puerto Madryn. Las competencias se realizan tanto en idioma galés como en idioma español.

## Historia
El primer Eisteddfod del Chubut se realizó en Rawson a fines de 1865, aunque recién a partir de 1880 se realizan organizada y regularmente. Otras versiones ubican el primer Eisteddfod chubutense en 1875 y en 1868. En 1875 el festival se realizó en un recinto construido con viejas tablas de un barco naufragado en la actual Playa Unión. En los años 1940 se incorporó el idioma español, incorporando así la cultura de Argentina. Hubo pocos Eisteddfodau en los años 1950, pero a partir del Centenario de la Colonia, en 1965, se celebran anualmente, incorporando actualmente otras manifestaciones artísticas. Debido al 150° aniversario de la colonia, en 2015 el evento se denominará Eisteddfod del Sesquicentenario.

## Características
El Eisteddfod del Chubut (en galés: Eisteddfod Mawr o Eisteddfod y Wladfa) cuenta con tres ceremonias importantes; primero se entrega la medalla de plata, entregada por la «Asociación San David», al mejor poema vinculado con la realidad regional en idioma español; el segundo premio es la «Corona del Eisteddfod» o «Corona del Poeta», entregado por la Municipalidad de Trelew con tema y métricas libres, en español; por último, y más importante, el «Sillón Bárdico» al mejor poeta en el idioma galés, competencia principal. El sillón es elaborado artesanalmente en madera todos los años. Todas las competencias son de carácter internacional, excepto la de «la mejor poesía en galés» que en los años impares es exclusiva para residentes en la Argentina.
Cabe recalcar que en la Ceremonia del Bardo, con anticipación al evento, el jurado elige el mejor poema. En la ceremonia se da a conocer el seudónimo del ganador y se lee el veredicto del jurado. El bardo, es invitado a subir al escenario. Se produce entonces un gran momento de suspenso hasta que el poeta se levanta. La sala explota en aplausos y éste, al ritmo de una melodía tradicional galesa se dirige a recibir el premio. Un grupo de niñas lo agasaja bailando «la danza de las flores», a la vez que un solista entona una melodía. El mejor momento sin embargo se produce en la entrega del premio al mejor poeta en galés, cuando dos personas de ascendencia galesa lo reciben sacando cada uno su espada y preguntan en voz alta «¿Hay paz?», el público responde «¡Paz!».
Hay diferentes tipos de jurados. Algunos trabajan antes del día del festival y emiten sus veredictos sobre los textos en poesía y prosa en galés y castellano, como así también sobre traducciones, artesanías y fotografía. Otros jurados actúan en el momento del festival y juzgan la música, la recitación en galés y castellano y el baile. Por otra parte, las competencias de canto en idioma galés son evaluadas por un jurado llegado del país de Gales.
En cuanto a los días del festival, el primer día se presentan los atributos el sillón bárdico y la corona de plata, además de que se da una bienvenida y un concierto de los coros visitantes. También se realiza la recepción de nuevos integrantes del Círculo Bárdico de Gaiman (en galés: Gorsedd y Wladfa) y se presenta el programa del Eisteddfod del año próximo. Durante la ceremonia del círculo bárdico se entona el himno nacional argentino, la oración del gorsedd y el Hen Wlad Fy Nhadau (himno de Gales). Los nuevos integrantes del círculo bárdico deben ser personalidades destacadas de la cultura de Chubut.
Las competencias del festival finalizan un sábado a la medianoche. Luego, se realiza la ceremonia del té y se culmina el evento al día siguiente, domingo, con un Culto de Canto Sagrado (en galés: Gymanfa Ganu) en la Capilla Bethel de Gaiman. Las competencias preliminares se llevan a cabo en el gimnasio municipal de Trelew.
La Asociación Eisteddfod del Chubut es una sociedad filantrópica con sede en Trelew que organiza anualmente tanto el Eisteddfod de la Juventud como el Eisteddfod del Chubut. Los eventos, además de la literatura, abarcan la poesía, el baile, las artes plásticas, la fotografía y las artesanías.

## Otros Eisteddfods en Chubut
Existe también desde 1965 un Eisteddfod de la Juventud (en galés: Bobl Ifanc) donde el mejor poeta recibe la «medalla de oro» ó «Premio Municipalidad de Gaiman». Allí participan niños y jóvenes hasta los 25 años de edad. El evento es organizado tanto por la Asociación Eisteddfod del Chubut como la Dirección de Cultura de la Municipalidad de Gaiman. Existe actualmente con el Eisteddfod Nacional de Gales un intercambio de participantes ganadores de las competencias de poesía y canto. En esa misma ciudad también hay «mini Eisteddfods» organizados por el Colegio Camwy y la capilla Bethel. Los eventos del Eisteddfod de la Juventud son, literatura, prosa, traducciones (en español, galés e inglés), recitación, danzas, música, fotografía, artesanías e historietas.
En Puerto Madryn, el evento se llamada Eisteddfod Mimosa, por el velero del mismo nombre y es realizado por la Asociación del Eisteddfod Mimosa Porth Madryn desde 2004. El evento incluye literatura, traducciones, poesías, cantos, artes visuales, artesanías, cocina, recitación y danzas. Las competencias son en español y galés.
En Trevelin, al pie de los Andes, se realiza el Eisteddfod Trevelin (o Eisteddfod Bro Hydref) desde los años 1920, organizado por la Comisión del Eisteddfod Trevelin y la Asociación Galesa 16 de Octubre. El evento incluye literatura, música, danzas, fotografía, cocina, dibujo, pintura, arte decorativo y tejidos. Las competencias de literatura son en español, galés e inglés. En total hay 138 competencias.
En Dolavon se realiza anualmente en el mes de mayo un mini-Eisteddfod en el Instituto William C. Morris.